# McDonald Township (comté de Barry, Missouri)
Pour les articles homonymes, voir McDonald Township.
McDonald Township est un township du comté de Barry dans le Missouri, aux États-Unis,. En 2000, le township comptait une population de 882 habitants.

## Source de la traduction
- (en) Cet article est partiellement ou en totalité issu de l’article de Wikipédia en anglais intitulé « McDonald Township, Barry County, Missouri » (voir la liste des auteurs).